# Alfred Nobel
Alfred Nobel   (parròquia de Jakob i Johanne, 21 d'octubre de 1833 - Sanremo, 10 de desembre de 1896) fou un químic i enginyer suec inventor de la dinamita. En el seu testament, donà tota la seva fortuna per a instituir els Premis Nobel. L'element sintètic Nobeli s'anomena així en honor seu.

## Biografia

### Primers anys i educació

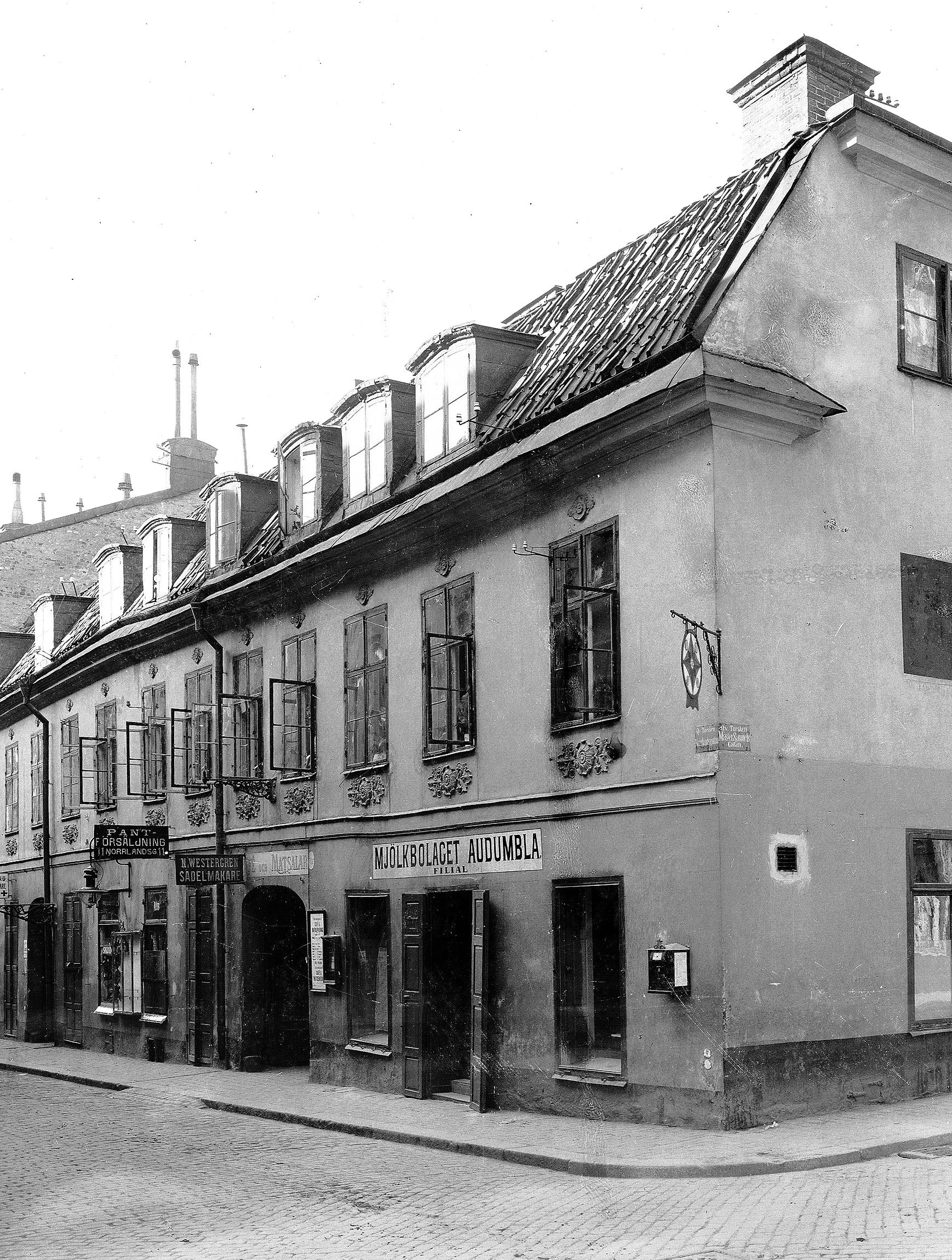
El lloc de naixement d'Alfred Nobel a Norrlandsgatan a Estocolm

Alfred Nobel va néixer a Estocolm, Suècia, el 21 d'octubre de 1833. Va ser el tercer fill d’Immanuel Nobel (1801–1872), un inventor i enginyer, i d'Andriette Nobel (de soltera Ahlsell 1805-1889). La parella es va casar el 1827 i va tenir vuit fills. La família estava empobrida i només Alfred i els seus tres germans van sobreviure més enllà de la infància.

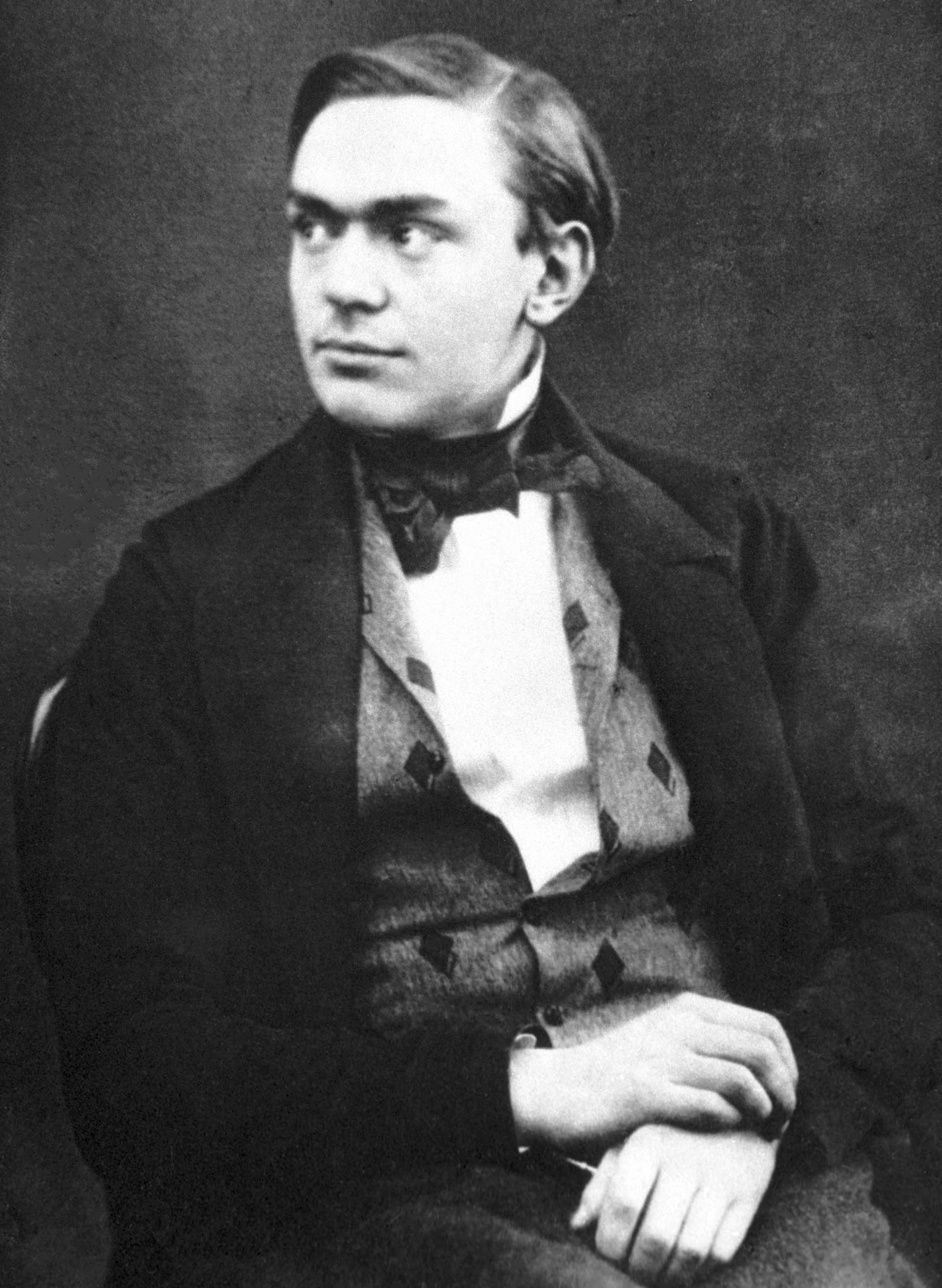
Alfred Nobel de jove a la dècada de 1850

Després de diversos fracassos empresarials causats per la pèrdua d'algunes barcasses de material de construcció, Immanuel Nobel es va veure obligat a declarar en fallida, el pare de Nobel es va traslladar a Sant Petersburg, Rússia, i va tenir èxit allà com a fabricant de màquines-eina i explosius. Va inventar el torn de xapa, que va fer possible la producció de fusta contraxapada moderna i va començar a treballar a la mina marina. El 1842, la família s'hi va unir a la ciutat. Ara pròspers, els seus pares van poder enviar el Nobel a tutors privats, i el nen va destacar en els seus estudis, especialment en química i idiomes, aconseguint fluïdesa en anglès, francès, alemany i rus. Durant 18 mesos, del 1841 al 1842, Nobel va assistir a la Jacobs Apologistic School d'Estocolm, la seva única escola; no va anar mai a la universitat.
Nobel va adquirir domini en suec, francès, rus, anglès, alemany i italià. També va desenvolupar prou habilitat literària per escriure poesia en anglès. La seva Nèmesi és una tragèdia en prosa en quatre actes sobre la noble italiana Beatrice Cenci. Va ser imprès mentre ell estava morint, però tot el material va ser destruït immediatament després de la seva mort, excepte tres còpies, considerades escandaloses i blasfemes. Es va publicar a Suècia l'any 2003 i s'ha traduït a l'eslovè, el francès, l'italià i l'espanyol.

### Carrera científica

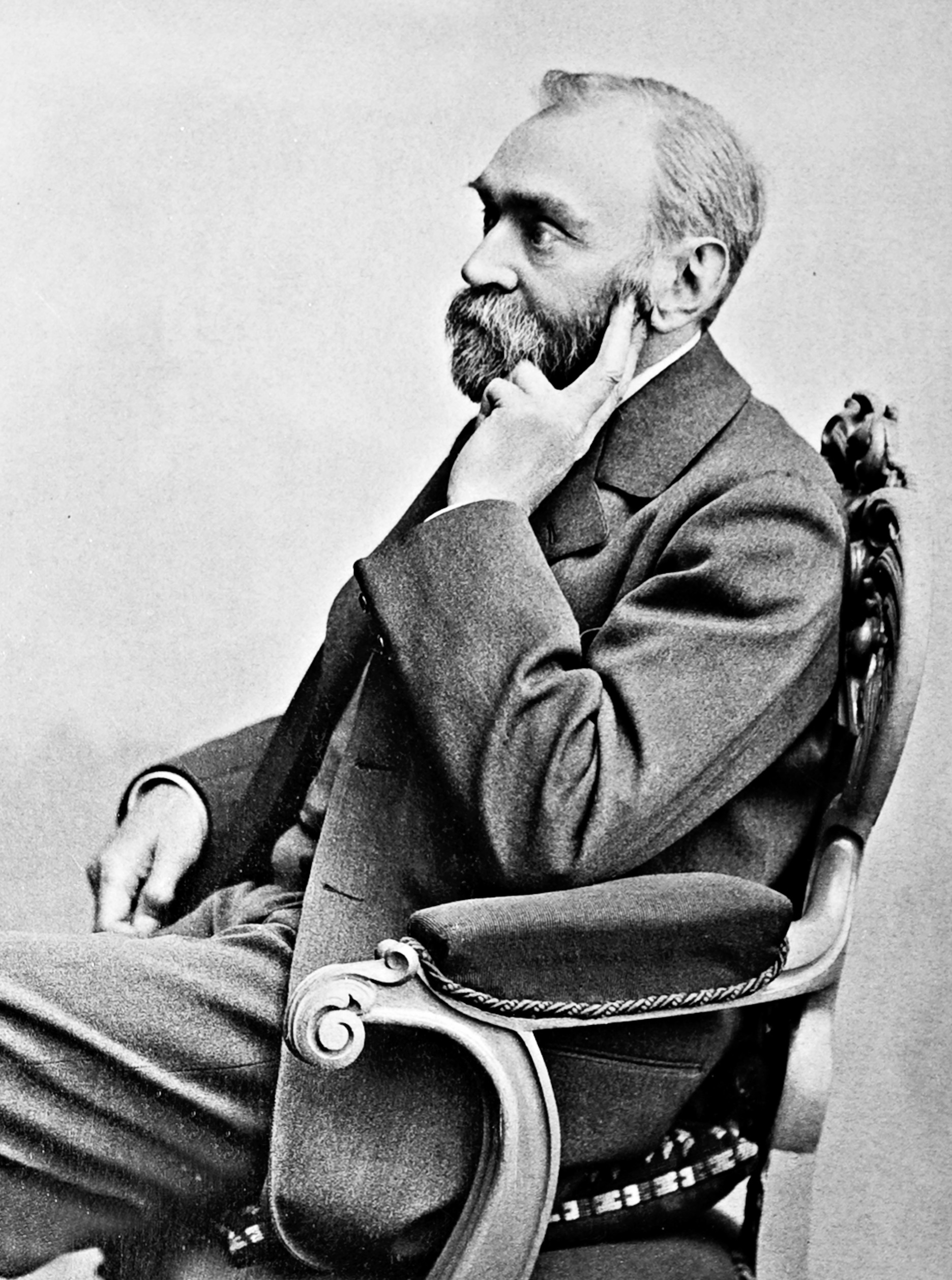
Retrat del Nobel de Gösta Florman (1831–1900)

De jove, Nobel va estudiar amb el químic Nikolai Zinin; després, el 1850, va anar a París per aprofundir en l'obra. Allà va conèixer Ascanio Sobrero, que tres anys abans havia inventat la nitroglicerina. Sobrero es va oposar fermament a l'ús de nitroglicerina perquè era impredictible, explotant quan se sotmet a una calor o pressió variables. Però Nobel es va interessar a trobar una manera de controlar i utilitzar la nitroglicerina com a explosiu d'ús comercial; tenia molt més poder que la pólvora. El 1851, als 18 anys, va anar als Estats Units durant un any per estudiar, treballant durant un curt període sota la direcció de l'inventor suec-estatunidenc John Ericsson, que va dissenyar el blindat de la Guerra Civil dels Estats Units, USS Monitor. Nobel va presentar la seva primera patent, una patent anglesa per a un comptador de gas, el 1857, mentre que la seva primera patent sueca, que va rebre el 1863, era sobre maneres de preparar la pólvora. La fàbrica familiar va produir armament per a la Guerra de Crimea (1853–1856), però va tenir dificultats per tornar a la producció domèstica habitual quan van acabar els combats i es van declarar en fallida. El 1859, el pare de Nobel va deixar la seva fàbrica a càrrec del segon fill, Ludvig Nobel (1831–1888), que va millorar molt el negoci. Nobel i els seus pares van tornar a Suècia des de Rússia i Nobel es va dedicar a l'estudi dels explosius, i sobretot a la fabricació i ús segur de la nitroglicerina. Nobel va inventar un detonador l'any 1863 i el 1865 va dissenyar la tapa d'explosió.
El 3 de setembre de 1864, un cobert utilitzat per a la preparació de nitroglicerina va explotar a la fàbrica d’Heleneborg, Estocolm, Suècia, i va matar cinc persones, inclòs el germà petit de Nobel, Emil. Aleshores se li va privar de la llicència per produir explosius. Desconcertat per l'accident, Nobel va fundar l'empresa Nitroglycerin AB a Vinterviken per poder continuar treballant en una zona més aïllada. Nobel va inventar la dinamita el 1867, una substància més fàcil i segura de fer servir que la nitroglicerina, més inestable. La dinamita es va patentar als EUA i el Regne Unit i es va utilitzar àmpliament en mineria i construcció de xarxes de transport en l'àmbit internacional. El 1875, Nobel va inventar la gelignita, més estable i poderosa que la dinamita, i el 1887, va patentar la balistita, un predecessor de la cordita.
Nobel va ser elegit membre de la Reial Acadèmia Sueca de Ciències el 1884, la mateixa institució que després seleccionaria els guardonats per a dos dels Premis Nobel, i va rebre un doctorat honoris causa per la Universitat d'Uppsala el 1893. Els germans de Nobel, Ludvig i Robert, van fundar la companyia petroliera Branobel i es van fer molt rics per dret propi. Nobel va invertir en aquests i va acumular una gran riquesa gràcies al desenvolupament d'aquestes noves regions petrolieres. Va operar principalment a Bakú, Azerbaidjan, però també a Cheleken, Turkmenistan. Durant la seva vida, Nobel va rebre 355 patents a escala internacional i, a la seva mort, el seu negoci havia establert més de 90 fàbriques d'armament, malgrat el seu caràcter aparentment pacifista
Quan la família Nobel retornà a Suècia arran de la fallida del negoci familiar, Alfred es dedicà devotament a l'estudi dels explosius i, especialment, a l'ús i la producció segura de la nitroglicerina (descoberta el 1847 per Ascanio Sobrero, un company seu d'estudis a la Universitat de Torí). Es té notícia de diverses explosions a la fàbrica familiar a Helsingborg (Suècia), en una de les quals, el 1864 perderen la vida uns quants treballadors entre els quals el germà petit d'Alfred Nobel, Emil Nobel.

## Dinamita

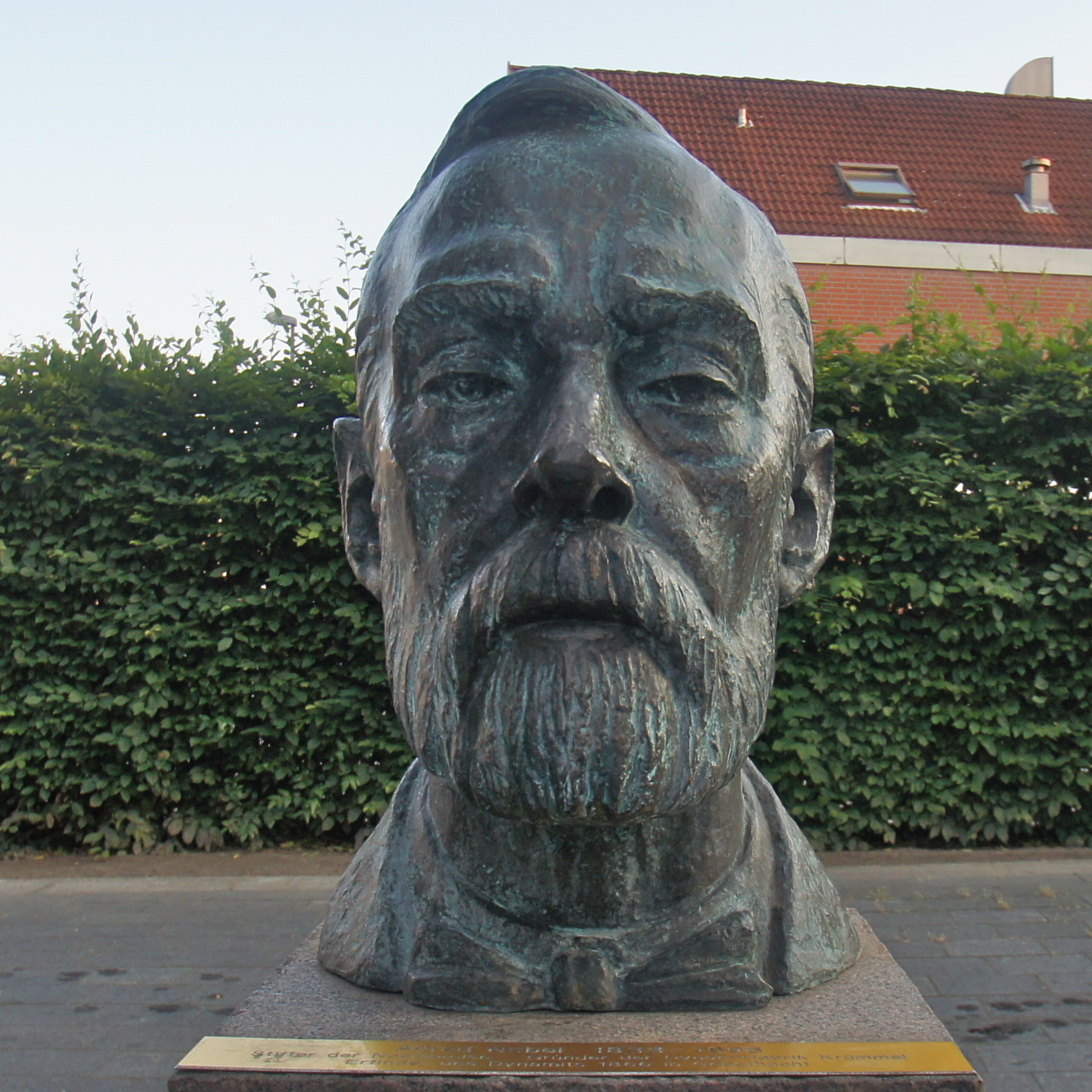
Bronze d'Alfred Nobel davant del museu de Geesthacht

A la seva fàbrica de glicerina a Geesthacht (Alemanya), Nobel descobrí que quan la nitroglicerina es combina amb una substància inerta i absorbent, com ara la diatomita, esdevé més segura i és una forma molt més convenient de manipular-la. Aquesta barreja fou patentada el 1867 amb el nom de dinamita.
Posteriorment, combinà la nitroglicerina amb un altre potent explosiu, la nitrocel·lulosa, i obtingué una substància transparent de tipus gelatinós, que era encara més explosiva que la dinamita. L'anomenà gelignita i la patentà el 1876. Posteriorment realitzà diverses combinacions similars afegint nitrat de potassi entre altres substàncies.
Tretze anys més tard, Nobel aconsegueix produir la balistita, una de les primeres pólvores sense fum. Contenia aproximadament a parts iguals nitrocel·lulosa i nitroglicerina. Aquesta pols fou el precursor de la cordita. Nobel entenia que la patent de la balistita cobria també la cordita i aquest fet l'enfrontà judicialment en diverses ocasions amb el govern de la Gran Bretanya entre 1894 i 1895. La cordita consisteix igualment en nitroglicerina i nitrocel·lulosa, però utilitza una varietat de nitrocel·lulosa amb més continguts de nitrat, la qual no és soluble en barreges d'èter i alcohol, mentre que Nobel utilitzà una forma menys nitrada, la qual sí que és soluble en aquestes substàncies. La qüestió és especialment complexa pel fet que és pràcticament impossible preparar una de les dues formes sense afegir-hi l'altra. Tanmateix, els tribunals es pronunciaren en contra de Nobel.

## El Premi Nobel
Gràcies a la fabricació industrial de dinamita i altres explosius, i a l'explotació de pous de petroli a Bakú, en la posada en marxa dels quals prengué part activament conjuntament amb els seus germans, amassà una gran fortuna.
El 27 de novembre de 1895 al Club Suec-Noruec de París, Nobel redactà el seu testament, en el qual explicitava la voluntat que l'estat suec establís el Premi Nobel després de la seva mort i que seria concedit sense distinció de nacionalitat a persones que hagin demostrat al llarg de la seva vida excel·lència en algun dels camps premiats.
Hi ha una història molt coneguda sobre l'origen del Premi Nobel, tot i que els historiadors no han pogut comprovar-ho i alguns ho qualifiquen de mite. El 1888, la mort del seu germà Ludvig suposadament va fer que diversos diaris publiquessin per error obituari d'Alfred. Un diari francès el va condemnar per la seva invenció dels explosius militars —en moltes versions de la història se cita la dinamita, encara que s'utilitzava principalment per a aplicacions civils— i es diu que això va provocar la seva decisió de deixar un llegat millor després de la seva mort. L'obituari deia, Le marchand de la mort est mort ('El mercader de la mort ha mort'), i va continuar dient: «El doctor Alfred Nobel, que es va fer ric trobant maneres de matar més gent més ràpid que mai, va morir ahir». Nobel va llegir l'obituari i es va horror de la idea que se'l recordés d'aquesta manera. La seva decisió de donar pòstumament la major part de la seva riquesa per fundar el Premi Nobel se li atribueix el fet de voler deixar un llegat millor. Tanmateix, s'ha qüestionat si realment l'obituari en qüestió existia o no.
El 27 de novembre de 1895, al Club Sueco - Noruec de París, Nobel va signar el seu últim testament i va reservar la major part del seu patrimoni per establir els Premis Nobel, que s'atorgarien anualment sense distinció de nacionalitat. Després d'impostos i llegats a persones físiques, Nobel va destinar el 94% dels seus actius totals, 31.225.000 corones sueques, per establir els cinc Premis Nobel. El 2022, la fundació tenia aproximadament 6.000 milions de corones sueques de capital invertit.
La formulació del premi literari que s'atorga a una obra en una direcció ideal (i idealisk riktning en suec), és críptic i ha causat molta confusió. Durant molts anys, l'Acadèmia Sueca va interpretar ideal com idealista (idealistisk) i el va utilitzar com a motiu per no donar el premi a autors importants però menys romàntics, com Henrik Ibsen i Leo Tolstoi. Aquesta interpretació ha estat revisada des d'aleshores, i el premi s'ha atorgat, per exemple, a Dario Fo i José Saramago, que no pertanyen al camp de l'idealisme literari.
Hi havia marge d'interpretació per part dels organismes que havia nomenat per decidir els premis de ciències físiques i de química, atès que no els havia consultat abans de fer testament. En el seu testament d'una pàgina, va estipular que els diners es destinaven a descobriments o invencions en les ciències físiques i a descobriments o millores en química. Havia obert la porta als premis tecnològics, però no havia deixat instruccions sobre com afrontar la distinció entre ciència i tecnologia. Com que els òrgans de decisió que havia escollit es preocupaven més pels primers, els premis anaven més sovint als científics que als enginyers, tècnics o altres inventors.
El banc central de Suècia Sveriges Riksbank va celebrar el seu 300è aniversari el 1968 donant una gran quantitat de diners a la Fundació Nobel per a la creació d'un sisè premi en el camp de l'economia en honor a Alfred Nobel. L'any 2001, el besnebot d'Alfred Nobel, Peter Nobel (nascut el 1931), va demanar al Banc de Suècia que diferenciés el seu premi als economistes concedit en memòria d'Alfred Nobel dels altres cinc premis. Aquesta sol·licitud s'ha afegit a la polèmica sobre si el Premi de Ciències Econòmiques del Banc de Suècia en memòria d'Alfred Nobel és realment un Premi Nobel legítim.
Els tres primers d'aquests premis s'atorguen a l'eminència en ciències físiques, en química i en ciències mèdiques o fisiologia; el quart és per a l'obra literària en una direcció ideal i el cinquè premi s'ha d'atorgar a la persona o societat que presti el servei més gran a la causa de la fraternitat internacional, en la supressió o reducció d'exèrcits permanents o en l'establiment o promoció de congressos de pau.
Nobel morí el 10 de desembre de 1896 a Sanremo (Itàlia).

## Vida personal

### Religió
Nobel era luterà i, durant els anys que va viure a París, va assistir regularment a l’Església de Suècia a l'estranger dirigida pel pastor Nathan Söderblom que va rebre el Premi Nobel de la Pau el 1930. Va ser agnòstic en la joventut i es va convertir en ateu més tard a la vida, tot i que encara va donar generosament a l'Església.

### Relacions i personalitat
Nobel va romandre un personatge solitari, donat als períodes de depressió. No es va casar mai, encara que els seus biògrafs assenyalen que va tenir almenys tres amors. El seu primer amor va ser a Rússia amb una noia anomenada Alexandra que va rebutjar la seva proposta de matrimoni.
El 1876, la comtessa austrobohèmia Bertha von Suttner es va convertir en la seva secretària, però ella el va deixar després d'una breu estada per casar-se amb el seu anterior amant, el baró Arthur Gundaccar von Suttner. El seu contacte amb Nobel va ser breu, però va mantenir correspondència amb ell fins a la seva mort el 1896, i probablement va influir en la seva decisió d'incloure el Premi Nobel de la Pau al seu testament. Va ser guardonada amb el Premi Nobel de la Pau de 1905 per les seves sinceres activitats de pau.
La relació més duradora de Nobel va ser una relació de 18 anys amb Sofija Hess de Celje, a qui va conèixer el 1876 a Baden bei Wien, on ella treballava com a empleada en una floristeria que atenia una clientela adinerada. L'abast de la seva relació va ser revelat per una col·lecció de 221 cartes enviades pel Nobel a Hess durant 15 anys. En el moment en què es van conèixer, Nobel tenia 43 anys, mentre que Hess en tenia 26. La seva relació, que no va ser només platònica, va acabar quan es va quedar embarassada d'un altre home, tot i que Nobel va continuar donant-li suport econòmic fins que Hess es va casar amb el pare del seu fill per evitar que quedés marcada com a puta. Hess va ser una jueva que es va convertir al cristianisme i les cartes inclouen comentaris antisemites de Nobel. Nobel també va mostrar característiques de xovinisme a les cartes que escrivien a Hess: «Tu no treballes, ni escrius, ni llegeixes, ni penses» i la va culpar, escrivint: «Fa anys que sacrifico per motius purament nobles el meu temps, els meus deures, la meva vida intel·lectual, la meva reputació».